# Bogusława Orzechowska-Wylęgała
Bogusława Ewa Orzechowska-Wylęgała – polska stomatolog, doktor habilitowany nauk medycznych.

## Życiorys
Jest absolwentką Śląskiej Akademii Medycznej im. L. Waryńskiego w Katowicach, w 1996 r. obroniła pracę doktorską pt. Ocena chirurgicznego leczenia przewlekłych zębopochodnych zapaleń zatoki szczękowej wspomaganego autoszczepionką, której promotorem była prof. Helena Łangowska-Adamczyk, w 2016 r. habilitowała się na podstawie pracy zatytułowanej Analiza farmakoekonomiczna i empiryczna stosowania antybiotyków w zakażeniach bakteryjnych w chirurgii szczękowo-twarzowej. 
Została pracownikiem naukowym na Śląskim Uniwersytecie Medycznym w Katowicach.